# ジェイ・アレン
ジェイ・フレデリック・アレン二世（Jay Fredrick Allen II, 2002年11月22日 - ）は、アメリカ合衆国フロリダ州セントルーシー郡フォートピアース出身のプロ野球選手（外野手）。右投右打。MLBのシンシナティ・レッズ傘下所属。

## 経歴
ジョン・キャロル・カソリック高等学校時代は野球よりもフットボールやバスケットボールを中心にプレーしており、卒業後はフロリダ大学へ進学する予定であった。
2021年7月のMLBドラフト1巡目追補（全体30位）でシンシナティ・レッズから指名され、20日に契約を結んだ（契約金は約240万ドル）。契約後、傘下のルーキー級アリゾナリーグ・レッズでプロデビュー。19試合に出場して打率.328、3本塁打、11打点、14盗塁を記録した。

## プレースタイル
複数スポーツで培った身体能力を備え、その俊敏さを中堅守備でも発揮している。打撃は積極的で評価は分かれるが、鋭いスウィングでパワー面での将来性に期待する声もある。